# Kanton Brûlon
Der Kanton Brûlon war von 1790 bis 2015 ein französischer Wahlkreis im Arrondissement La Flèche, im Département Sarthe und in der Region Pays de la Loire; sein Hauptort war Brûlon.
Der Kanton Brûlon lag im Mittel 73 Meter über Normalnull, zwischen 32 Meter in Tassé und 128 Meter in Brûlon. Er lag im Westen des Départements Sarthe an der Grenze zum Département Mayenne; er grenzte im Norden an den Kanton Loué, im Osten an den Kanton La Suze-sur-Sarthe und im Süden an die Kantone Malicorne-sur-Sarthe und Sablé-sur-Sarthe.

## Gemeinden
Der Kanton bestand aus 14 Gemeinden:
| Gemeinde                      | Einwohner Jahr | Fläche km² | Bevölkerungsdichte | Code INSEE | Postleitzahl |
| ----------------------------- | -------------- | ---------- | ------------------ | ---------- | ------------ |
| Avessé                        | 372 (2013)     | 18,72      | 20 Einw./km²       | 72019      | 72350        |
| Brûlon                        | 1.577 (2013)   | 16,27      | 97 Einw./km²       | 72050      | 72350        |
| Chantenay-Villedieu           | 874 (2013)     | 27,74      | 32 Einw./km²       | 72059      | 72430        |
| Chevillé                      | 408 (2013)     | 14,23      | 29 Einw./km²       | 72083      | 72350        |
| Fontenay-sur-Vègre            | 340 (2013)     | 11,46      | 30 Einw./km²       | 72136      | 72350        |
| Maigné                        | 339 (2013)     | 11,5       | 29 Einw./km²       | 72177      | 72210        |
| Mareil-en-Champagne           | 334 (2013)     | 7,97       | 42 Einw./km²       | 72184      | 72540        |
| Pirmil                        | 504 (2013)     | 17,4       | 29 Einw./km²       | 72237      | 72430        |
| Poillé-sur-Vègre              | 625 (2013)     | 17,57      | 36 Einw./km²       | 72239      | 72350        |
| Saint-Christophe-en-Champagne | 199 (2013)     | 7,81       | 25 Einw./km²       | 72274      | 72540        |
| Saint-Ouen-en-Champagne       | 209 (2013)     | 11,2       | 19 Einw./km²       | 72307      | 72350        |
| Saint-Pierre-des-Bois         | 232 (2013)     | 7,54       | 31 Einw./km²       | 72312      | 72430        |
| Tassé                         | 318 (2013)     | 10,77      | 30 Einw./km²       | 72347      | 72430        |
| Viré-en-Champagne             | 231 (2013)     | 11,48      | 20 Einw./km²       | 72379      | 72350        |

## Bevölkerungsentwicklung
| 1962 | 1968 | 1975 | 1982 | 1990 | 1999 | 2006 |
| ---- | ---- | ---- | ---- | ---- | ---- | ---- |
| 6944 | 6238 | 5515 | 5106 | 5039 | 5532 | 6172 |